# Polystichum cystostegia
Polystichum cystostegia är en träjonväxtart som först beskrevs av William Jackson Hooker, och fick sitt nu gällande namn av Armstr. Polystichum cystostegia ingår i släktet Polystichum och familjen Dryopteridaceae. Inga underarter finns listade.